# Boumer
Pour plus de détails, voir Fiche technique et Distribution.
Boumer (Бумер, Boumer) est un film russe réalisé par Piotr Bouslov, sorti en 2003.

## Fiche technique
- Titre original : Бумер
- Titre français : Boumer[1]
- Réalisation : Piotr Bouslov
- Scénario : Denis Rodimine, Piotr Bouslov
- Photographie : Daniil Gourevitch
- Musique : Sergueï Chnourov
- Pays d'origine : Russie
- Format : Couleur
- Genre : comédie
- Durée : 110 minutes
- Date de sortie : 2003

## Distribution
- Vladimir Vdovitchenkov : Kot
- Andreï Merzlikine : Ochparennyï
- Maxime Konovalov : Killa
- Sergueï Gorobtchenko : Rama